# Mary Muhsal
Mary Muhsal (* 3. Januar 1984 in Hamburg) ist eine deutsche Schauspielerin und Sprecherin.
Sie absolvierte bereits als Kind eine Schauspielausbildung an der Task Schauspielschule in Hamburg. 
Später wirkte sie unter anderem bei der Fernsehserie Die Rettungsflieger und der Kinderserie Die Pfefferkörner mit. Von 2003 bis März 2007 war sie in der Rolle der Lilli Weidemann in der ARD-Serie Marienhof zu sehen. Im Jahr 2008 spielt sie ihre erste Rolle im Theater. 2014 verkörperte sie die Sandy Meyer in der Folge Spanische Träume der ZDF-Serie Notruf Hafenkante. Des Weiteren spricht sie regelmäßig Werbung fürs Radio und Hörspiele.